# 職業訓練指導員
職業訓練指導員（しょくぎょうくんれんしどういん）は、公共職業訓練及び認定職業訓練において、訓練を担当する者をいう。その業務は、公共職業能力開発施設等において、職業のための技能や知識を指導したり、働く人々や産業界が求める教育訓練の内容を的確につかみ、キャリア形成に関する相談支援や教育訓練プログラムにまとめあげる事等である。根拠法は、職業能力開発促進法である。厚生労働省は、平成29年11月24日付けで、公的職業訓練などの指導員である職業訓練指導員の愛称・キャッチコピーを「テクノインストラクター　～技で未来を切り開く～」に決定したことを発表している。

## 職業訓練指導員の資格

### 普通職業訓練の担当者
原則として、普通職業訓練を担当する職業訓練指導員は、担当する訓練科に対応する職種の職業訓練指導員免許を受けた者でなければならない。例外として、(1)職業に必要な相当程度の技能や知識を持つ労働者に対して、その職業に必要な技能や知識を追加して習得させるための普通職業訓練の短期課程の訓練（向上訓練に相当）を担当する職業訓練指導員、及び、(2)普通職業訓練の教科につき、職業訓練指導員免許の資格要件を満たす者と同等以上の能力を持つ職業訓練指導員は、職業訓練指導員免許を必要としない。

### 高度職業訓練の担当者
高度職業訓練を担当する職業訓練指導員は、職業訓練指導員免許を必要としない。しかし、高度職業訓練の専門課程（職業能力開発短期大学校、職業能力開発大学校が設置）及び応用課程（職業能力開発大学校、職業能力開発総合大学校が設置）を担当する職業訓練指導員は、職業訓練指導員免許の資格要件を満たす者と同等以上の能力を持ち、かつ、相当程度の知識や技能を有する者でなければならない。具体的には、博士あるいは修士の学位を有するもの、指導員訓練の応用研究課程や研究課程（共に職業能力開発総合大学校が設置）の修了者等である。なお、高度職業訓練の専門短期課程及び応用短期課程を担当する職業訓練指導員は、その限りではない。

## 職業訓練指導員免許証申請

### 申請の条件
2024年4月現在，職業訓練指導員免許の職種は123職種ある。以下の交付条件を満たす者からの申請により、都道府県知事より交付される（根拠法令：職業能力開発促進法第28条、職業能力開発促進法施行規則第39条、職業能力開発促進法施行規則 附則第9条、昭和44年労働省告示第38号「職業能力開発促進法施行規則に基づく職業訓練指導員免許を受けることができる者を定める告示」）。
- 職業能力開発総合大学校の長期課程または専門課程の指導員訓練を修了した者
- 都道府県の実施する職業訓練指導員試験の合格者
- 上記と同等以上の能力を有すると認められる以下の者
  - 免許職種に関し、一級又は単一等級の技能検定に合格した者で、厚生労働大臣が指定する講習（48時間講習）を修了した者
  - 免許職種に関する学科を学校教育法に定める大学、大学院で以下の職種に書かれている試験科目の系基礎学科、専攻学科の単位を80%以上取得し卒業すること及び教育職員免許法に定める高等学校普通免許状のうち、看護、看護実習、家庭、家庭実習、情報、情報実習、農業、農業実習、工業、工業実習、商業、商業実習、水産、水産実習のいずれかを有する者
  - 必要な要件（例えば以下のようなもの）を満たし、48時間講習を修了した者
    - 免許職種に関し、応用課程の高度職業訓練を修了した者で実務経験1年以上
    - 免許職種に関し、普通課程の普通職業訓練を修了した者で実務経験6年以上
    - 免許職種に関する学科を修めた大学卒業者で実務経験2年以上
    - 免許職種に関する学科を修めた短期大学及び高等専門学校卒業者で実務経験4年以上
    - 免許職種に関する学科を修めた高等学校卒業者で実務経験7年以上

### 職業訓練指導員試験
各都道府県で年1回行われる。試験内容は学科試験と実技試験に分かれている。学科試験には、全職種共通の「指導方法」と、職種別の「系基礎学科」及び「専攻学科」がある。実技試験も職種別に実施される。職業訓練指導員試験は平成12年度から各都道府県の自治事務に位置付けられているが、全国的に同一水準を保つために必要な指針を職業能力開発促進法施行規則、および職業訓練指導員試験実施要領（平成5年月20日能発第107号）等で国が示している。なお、「指導方法」以外の科目については試験を実施しないか、一部の学科のみ実施する都道府県も多い。

#### 受験資格と試験免除
受験するには、職種に関する学歴と実務経験必要年数を満たすことが要求される。また、一定の免許や資格を所有することにより学科試験と実技試験が、職業訓練指導員免許を受けた者は当該免許職種に係る系基礎学科と同一の系基礎学科に限る学科試験と指導方法の試験が、指導方法の試験に合格した者は指導方法の試験が、それぞれ免除される。
受験資格と免除の範囲について、以下に主要な例を示す（詳しくは表を参照）。
- 免許職種に関する応用課程の高度職業訓練修了者：実務経験不要、「系基礎学科」と「専攻学科」を免除。
- 免許職種に関する専門課程の高度職業訓練修了者：実務経験1年、「系基礎学科」と「専攻学科」を免除。
- 免許職種に関する普通課程の普通職業訓練修了者：実務経験2年。
- 免許職種に関する大学の学科卒業者：実務経験1年、「系基礎学科」と「専攻学科」を免除。
- 免許職種に関する短大または高専の学科卒業者：実務経験2年、「系基礎学科」と「専攻学科」を免除。
- 免許職種に関する高校の卒業者：実務経験5年。
- 免許職種に関する専修学校（2年制又は3年制）の卒業者：実務経験3年又は2年。
- 免許職種に関する技能検定1級又は単一等級合格者：実務経験不要、「実技」「系基礎学科」「専攻学科」を免除。免許職種と技能検定職種の対応は表[3]を参照。
- 免許職種に関する技能検定2級合格者：実務経験不要、「実技」を免除。免許職種と技能検定職種の対応は表[3]を参照。
- 他の法令による資格を有するもの（ボイラー技士、建築物環境衛生管理技術者等）：実務経験不要、免除科目は資格によって異なる。他の法令と免除の範囲については、表[4]を参照。

### 厚生労働大臣が指定する講習（48時間講習）
講習は、都道府県毎に都道府県職業能力開発協会が実施している。実施回数や期間（日数）、日程、受講料等は都道府県により異なる。指導方法の講習科目は以下の通りである。
1. 職業訓練原理
2. 教科指導法
3. 労働安全衛生
4. 訓練生の心理
5. 生活指導
6. 関連法規
7. 事例研究
8. 確認テスト

## 職種
- 印章彫刻科
- インテリア科
- 園芸科
- 介護サービス科
- 化学分析科
- ガラス科
- 観光ビジネス科
- 機械科
- 木型科
- 貴金属・宝石科
- 義肢装具科
- 金属表面処理科
- クレーン科
- 計測機器科
- 建設科
- 建設機械科
- 建設機械運転科
- 建築科
- 建築板金科
- 建築物衛生管理科
- 建築物設備管理科
- 公害検査科
- 光学ガラス科
- 光学機器科
- 工業包装科
- 航空機製造科
- 航空機整備科
- 広告美術科
- 構造物鉄工科
- 港湾荷役科
- コンピュータ制御科

- 左官・タイル科
- さく井科
- サッシ・ガラス施工科
- 紙器科
- 漆器科
- 自動車製造科
- 自動車整備科
- 自動車車体整備科
- 事務科
- 写真科
- 住宅設備機器科
- 食肉科
- 情報処理科
- 織機調整科
- 織布科
- 寝具科
- 森林環境保全科
- 水産物加工科
- スレート科
- 製材機械科
- 西洋料理科
- 製版・印刷科
- 製本科
- 石材科
- 染色科
- 造園科
- 造船科
- 送配電科
- 測量科
- 塑性加工科
- 竹工芸科

- 畳科
- 鍛造科
- 築炉科
- 鋳造科
- 中国料理科
- デザイン科
- 電気科
- 電気工事科
- 電気通信科
- 電子科
- 電話交換科
- 鉄鋼科
- 鉄道車両科
- 陶磁器科
- 時計科
- 塗装科
- とび科
- 土木科
- 内燃機関科
- ニット科
- 日本料理科
- 熱処理科
- 熱絶縁科
- 農業機械科
- 配管科
- 発変電科
- 発酵科
- パン・菓子科
- 帆布製品科
- 表具科
- 美容科

- フォークリフト科
- 福祉工学科
- プラスチック製品科
- フラワー装飾科
- プレハブ建築科
- ブロック建築科
- ボイラー科
- 貿易事務科
- 防水科
- 縫製科
- 縫製機械科
- ほうろう製品科
- ホテル・旅館・レストラン科
- メカトロニクス科
- 麺科
- 木材工芸科
- 木工科
- 屋根科
- 床仕上げ科
- 洋裁科
- 溶接科
- 洋服科
- 理化学機器科
- 流通ビジネス科
- 理容科
- 臨床検査科
- 冷凍空調機器科
- レザー加工科
- 枠組壁建築科
- 和裁科